# Oramai/Il mago non c'è
Oramai/Il mago non c'è è un singolo di Fiordaliso, pubblicato nel 1983 dalla Durium.
Il brano Oramai, scritto da Claudio Daiano e Angelo Valsiglio su testo di Depsa, fu presentato al Festival di Sanremo 1983, nell'interpretazione della stessa Fiordaliso, piazzandosi al sesto posto e aggiudicandosi il premio della critica sezione giovani.